# Tsiatosika
Tsiatosika est une commune rurale malgache située dans la région de Vatovavy.

## Géographie

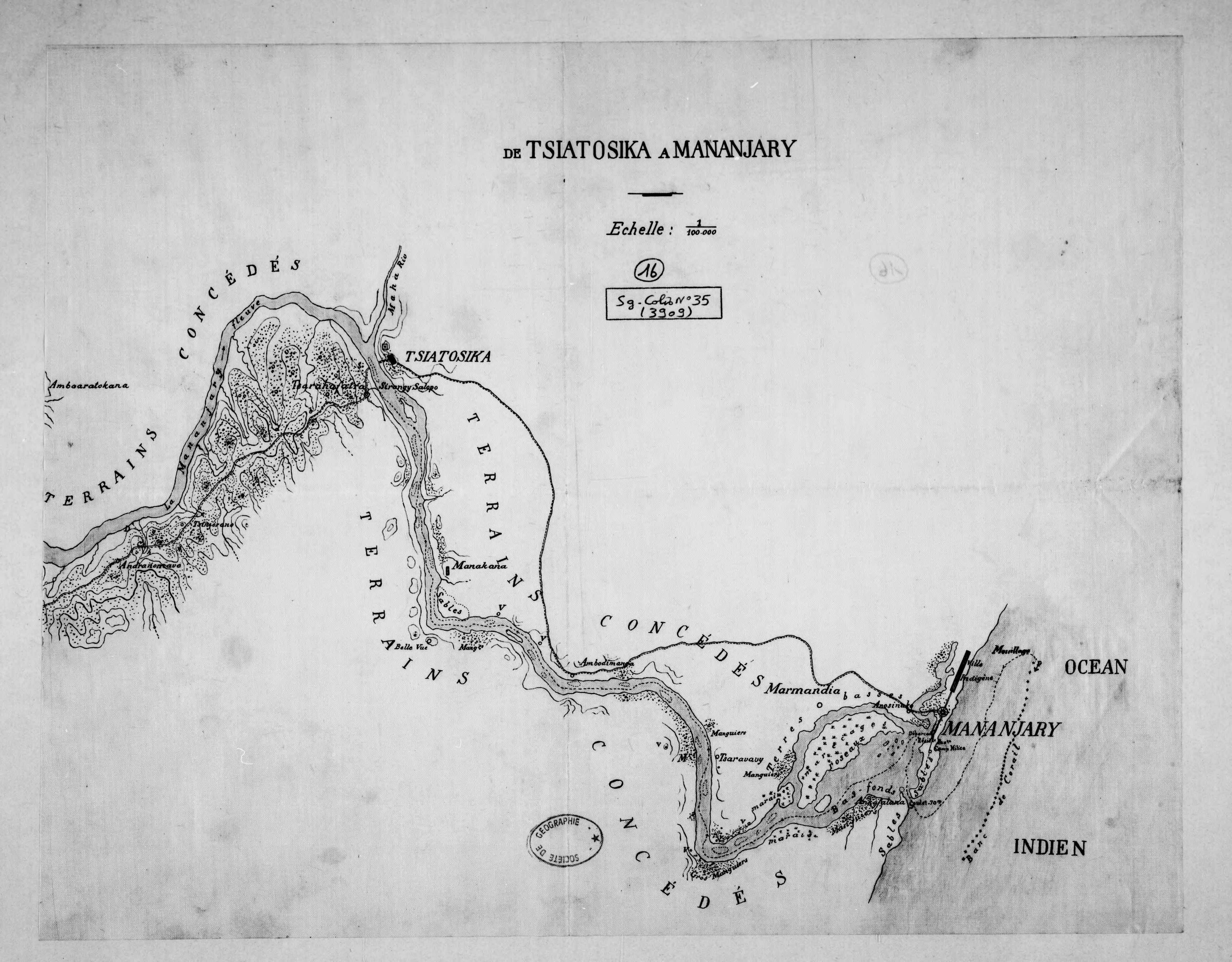
Carte de 1902 montrant la situation de Tsiatosika entre Mananjary et Fianarantsoa.